# Йосиповецький ландшафтний заказник
Йосипове́цький зака́зник — ландшафтний заказник місцевого значення в Україні. Розташований у межах Шепетівського району Хмельницької області, між селами Мала Боровиця та Йосипівці. 
Площа 240 га. Статус надано згідно з розпорядженням Голови ОДА від 28.09.1995 року № 67-р. Перебуває у віданні Білогірської селищної громади. 
Статус надано з метою збереження частини лісового масиву з переважно сосновими насадженнями. У трав'яному покриві трапляються рідкісні види рослин.